# Ptychopseustis molybdogramma
Ptychopseustis molybdogramma là một loài bướm đêm trong họ Crambidae.